# Paul Langevin
Paul Langevin (n. 23 ianuarie 1872, Paris, Franța – d. 19 decembrie 1946, Paris, Franța) a fost un fizician și inventator francez, cunoscut în special prin studiile sale în domeniul magnetismului și prin teoria dinamică și ecuația care îi poartă numele.

## Biografie
S-a născut la Paris și a studiat la École de Physique et Chimie ("Școala de Fizică și Chimie") și la École Normale Superieure ("Școala Normală Superioară").
Apoi s-a înscris la Universitatea Cambridge și a studiat în laboratorul Cavendish sub conducerea lui Joseph John Thomson.
S-a întors la Sorbona și, în 1902, a obținut doctoratul sub îndrumarea lui Pierre Curie.
În 1904 a devenit profesor de fizică la Collège de France.
În 1926 a devenit director al École de Physique et Chimie.
În 1934 devine membru al Academiei Franceze de Științe.
În 1910 au circulat zvonuri conform cărora ar fi avut o relație sentimentală cu Marie Curie.
Astăzi, ca o ironie a sorții, Michel Langevin, nepotul său, și Hélène Langevin-Joliot, nepoata Mariei Curie, sunt căsătoriți.
Paul Langevin s-a stins din viață în 1946 și a fost înmormântat la Panthéon.

## Contribuții științifice
Langevin s-a remarcat prin lucrările sale asupra paramagnetismului și diamagnetismului, reușind să formuleze o interpretare modernă a acestor fenomene pe baza noțiunii de sarcină electrică a electronului din atom.
Cea mai cunoscută lucrare a sa este cea referitoare la utilizarea ultrasunetelor folosind efectul piezoelectric, care tocmai fusese descoperit în 1880 de frații Pierre Curie și Jacques Curie.
Pe parcursul carierei sale, Langevin a fost preocupat și de promovarea teoriei relativității în Franța.

## Activism politico-social
Oponent fervent al nazismului, Paul Langevin a fost unul dintre fondatorii Comitetului de vigilență al intelectualilor antifasciști (Comité de vigilance des intellectuels antifascists), o organizație antifascistă, creată la 6 februarie 1934, ca reacție la violențele antiparlamentare care se manifestau în acea perioadă.
În urma ocupării Franței de către Germania nazistă, este înlăturat din orice funcție publică de Regimul de la Vichy.
După eliberarea țării, devine președinte al Ligii Drepturilor Omului (Ligue des droits de l'homme) , funcție pe care o deține în perioada 1944 și 1946 și ulterior este membru al Partidului Comunist Francez.